# Mauzoleum Chodži Ahmeda Jásavího
Mauzoleum Chodži Ahmeda Jásavího je nedokončené mauzoleum súfijského mystika a basníka Chodži Ahmeda Jásavího v Kazachstánu, nacházející se ve městě Turkestánu v regionu Turkestán.

## Historie a význam
Chodža Ahmed Jásaví byl ve 12. století hlavou regionální školy súfismu, mystického hnutí islámu, zrozeného v 9. století. Narodil se v Ispidjabu (dnešním Sayramu) roku 1093, většinu svého života strávil v Yasi, a tam také v roce 1166 zemřel. Turkickými kmeny a národy ve Střední Asii byl ctěn pro popularizaci súfismu, který trpěla v období mongolské invaze. Chodža vytvořil v Yasi teologickou školu a poutní místo. Byl také vynikající básník, filozof a státník. Původně malé pohřební mauzoleum se stalo poutním místem muslimů brzy po jeho smrti.
Toto velké mauzoleum bylo postaveno jako důsledek stoupající Jásavího oslavy z rozkazu středoasijského vojevůdce a dobyvatele Timura v letech 1389–1405. Je největší, nejvýznamnější a nejlépe dochovanou středověkou monumentální cihelnou stavbou ve střední Asii. Proto bylo roku 2003 zapsáno na seznam světových památek UNESCO. Jde o islámský pohřební chrám s hrobkami uctívaných osobností z období od dynastie Timurtidů až po rok 1781, kdy tam jako poslední byl pohřben kazašský panovník: chán Ablaj-chán. Další mauzoleum s menší kupolí stojí vedle.

## Popis

Půdorys stavby

Dispozice této monumentální architektury se dvěma kupolemi je unikátní. Představuje uzavřený sídelní a votivní komplex, vytvořený pro glorifikaci významného myslitele a duchovního vůdce středověkého islámu. Nedokončený stav, zejména západní vstupní portál a řez interiérem poskytuje dobrou příležitost pro zkoumání konstrukce a jejích detailů. Mauzoleum má pravoúhlý půdorys o rozměrech 45,8 × 62,7 metru a výšku 38,7 metru. Stavba je orientovaná od jihovýchodu k severozápadu. Stavebním materiálem jsou obrovské cihly (prefabrikáty o tloušťce 1, 5 metru) vypálené na vysoký žár, sádra a pálená hlína zpevněná příměsí vláken místních rostlin. Speciální perská stavební technika kombinuje cihly režné a glazované v ornamentálních polích kontrastních barev. Krytina kupole je z barevných glazovaných obkladaček.
Ústřední hala mauzolea se nazývá Kazandyk (Měděný sál). Její název je odvozen z bronzového obětního kotle. Jasávího hrobka je situována ve střední ose na severozápadě budovy. Sarkofág pod dvojitou klenutou kupolí má výšku 17 metrů vysoký, kupole je vysoká 28 metrů a je pokryta modrými glazovanými obkladačkemi (fajáns) ve zlatém orámování. Interiéry síní rytmizují alabastrové sloupy, zvané muqarnas. Další prostory sloužily jako jídelna, škola, knihovna a mešita. Stěny a klenby vyzdobili perští mozaicisté ze Šírázu mozaikami s islámským geometrickým nebo rostlinným ornamentem. Obkladačky vnějších zdí mauzolea mají kufické a súfijské ornamenty epigrafického charakteru (to znamená s nápisy náboženského - islámského obsahu). Dominantní kupole je obložena krytinou s glazurou tyrkysové barvy. Chybí dva minarety, které byly v původním projektu, ale zůstaly nerealizovány.
Stavba tohoto mauzolea byla ovlivněna staršími indickými (mughalskými) a perskými předlohami, například v Isfahánu, sama sloužila za vzor mnoha monumentálním stavbám ve střední Asii, na Hedvábné stezce, například v Samarkandu, Buchaře, Baku či Herátu, ale také v Persii.

## Současnost
- Rekonstrukce stavby začala po roce 1945 a byla dovršena roku 2000. Opravy obkladů probíhaly v 70. letech 20. století a vedl je architekt Almas Ordabajev.
- Mauzoleum posloužilo jako kulisa v kazašsko-americkém filmu Nomád - válečník (Nomad The Warrior) o mytickém kazašském bojovníku Orazovi, který podle scénáře Rustama Ibragimbekova natočili režiséři Ivan Passer, Sergej Bodrov a Talgat Temenov roku 2005.

## Fotogalerie

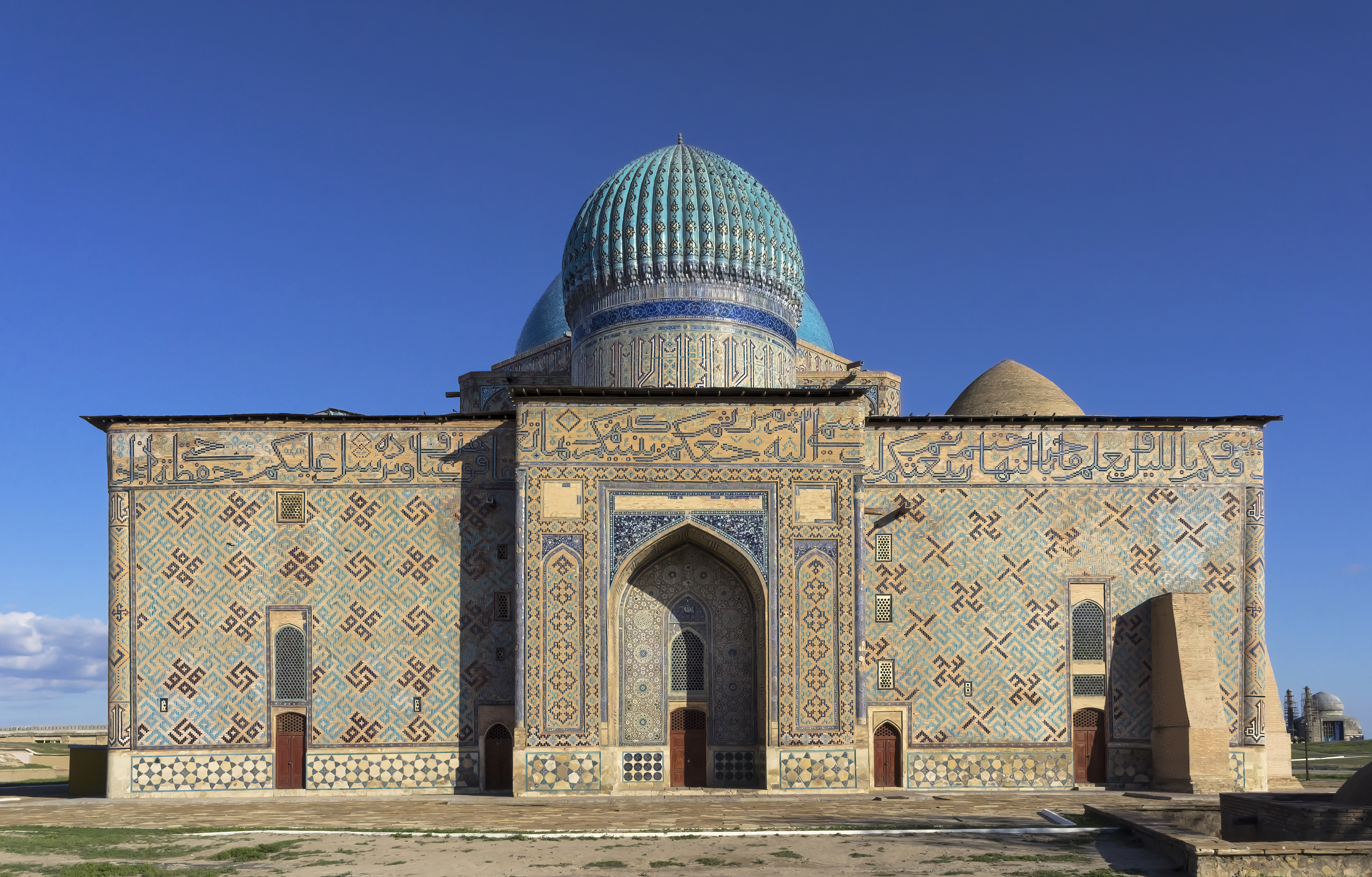
Výzdoba průčelí ornamentálními dlaždicemi
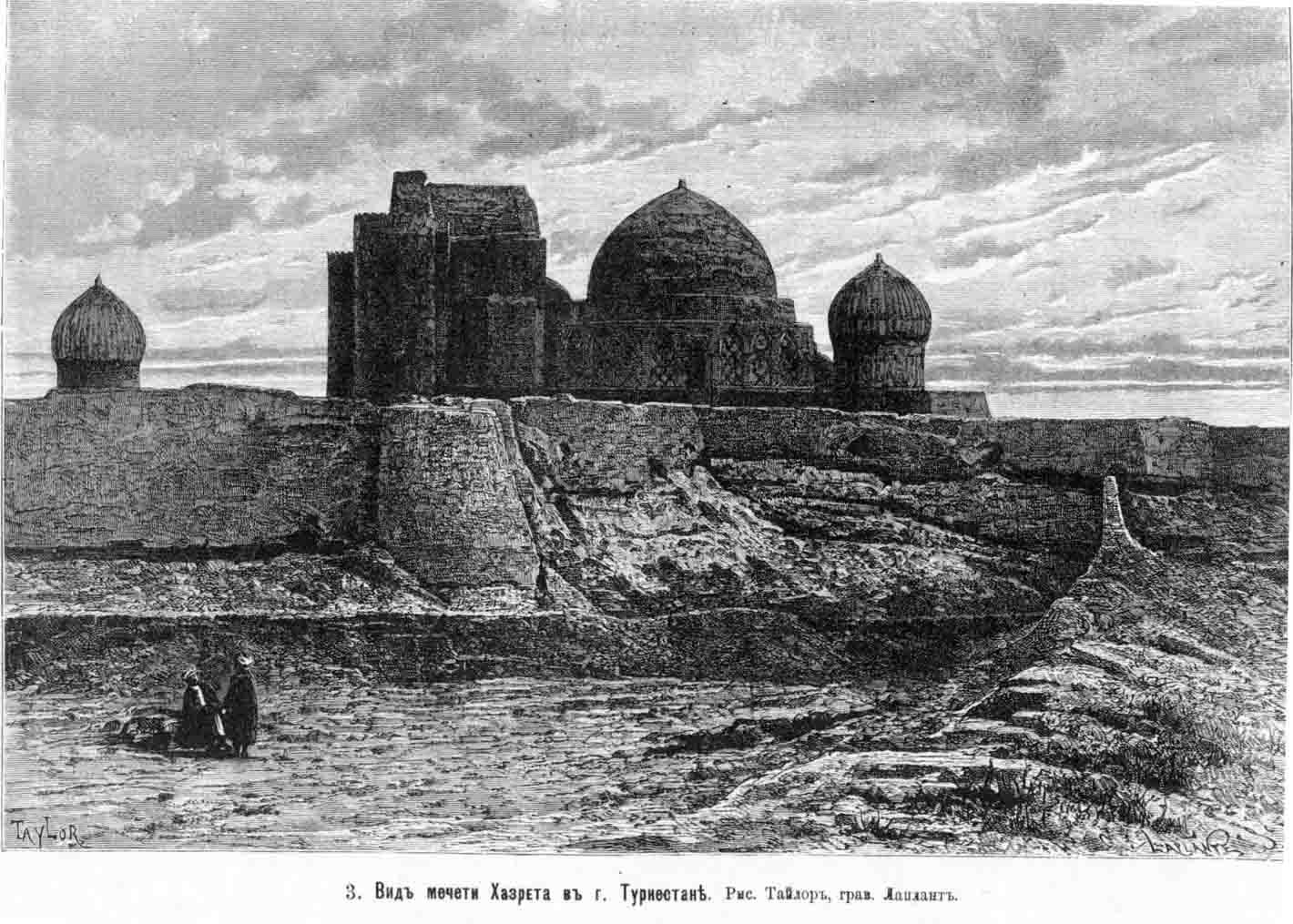
Pohled na město a jeho dominantu z roku 1879
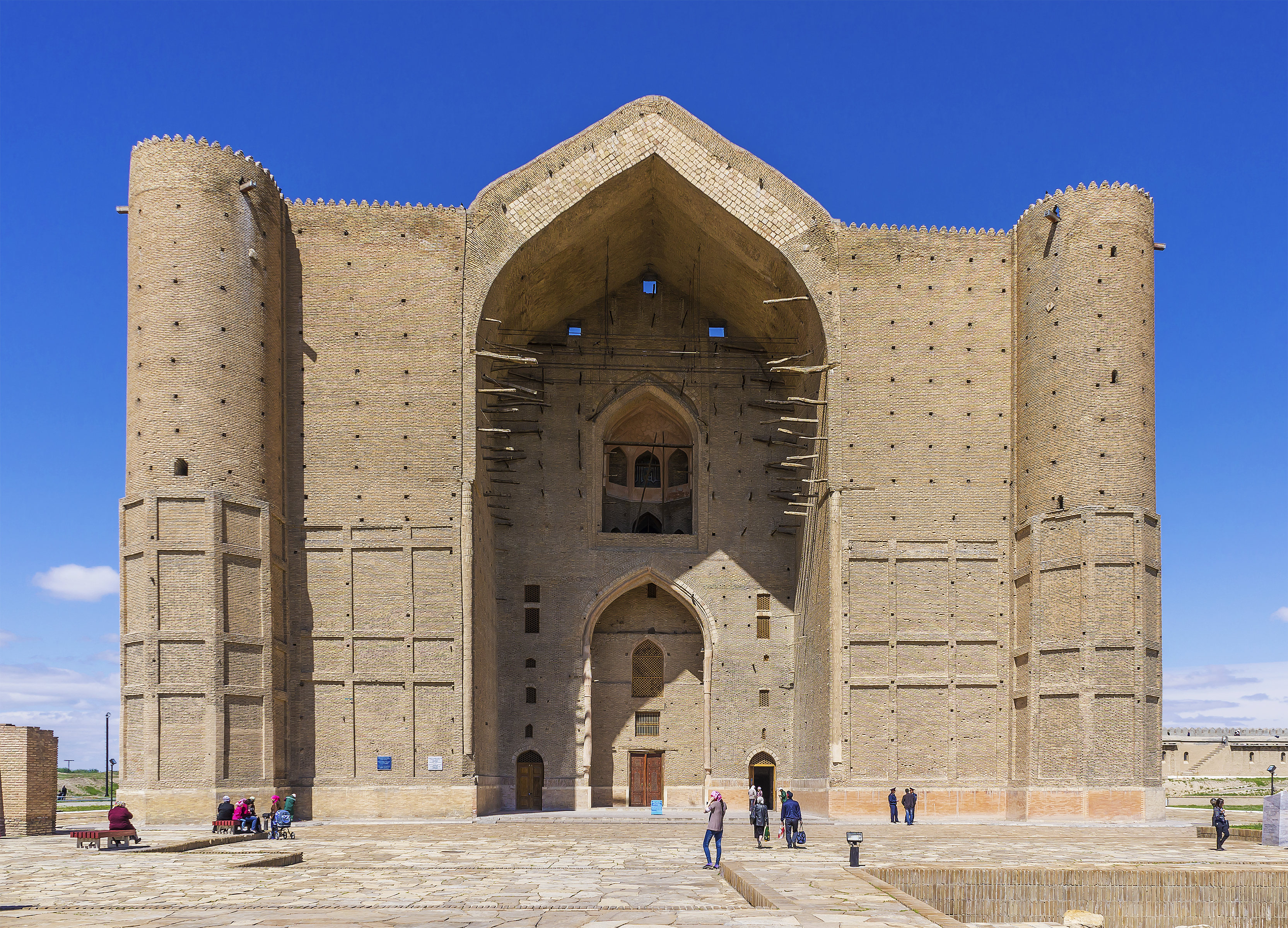
Průčelí
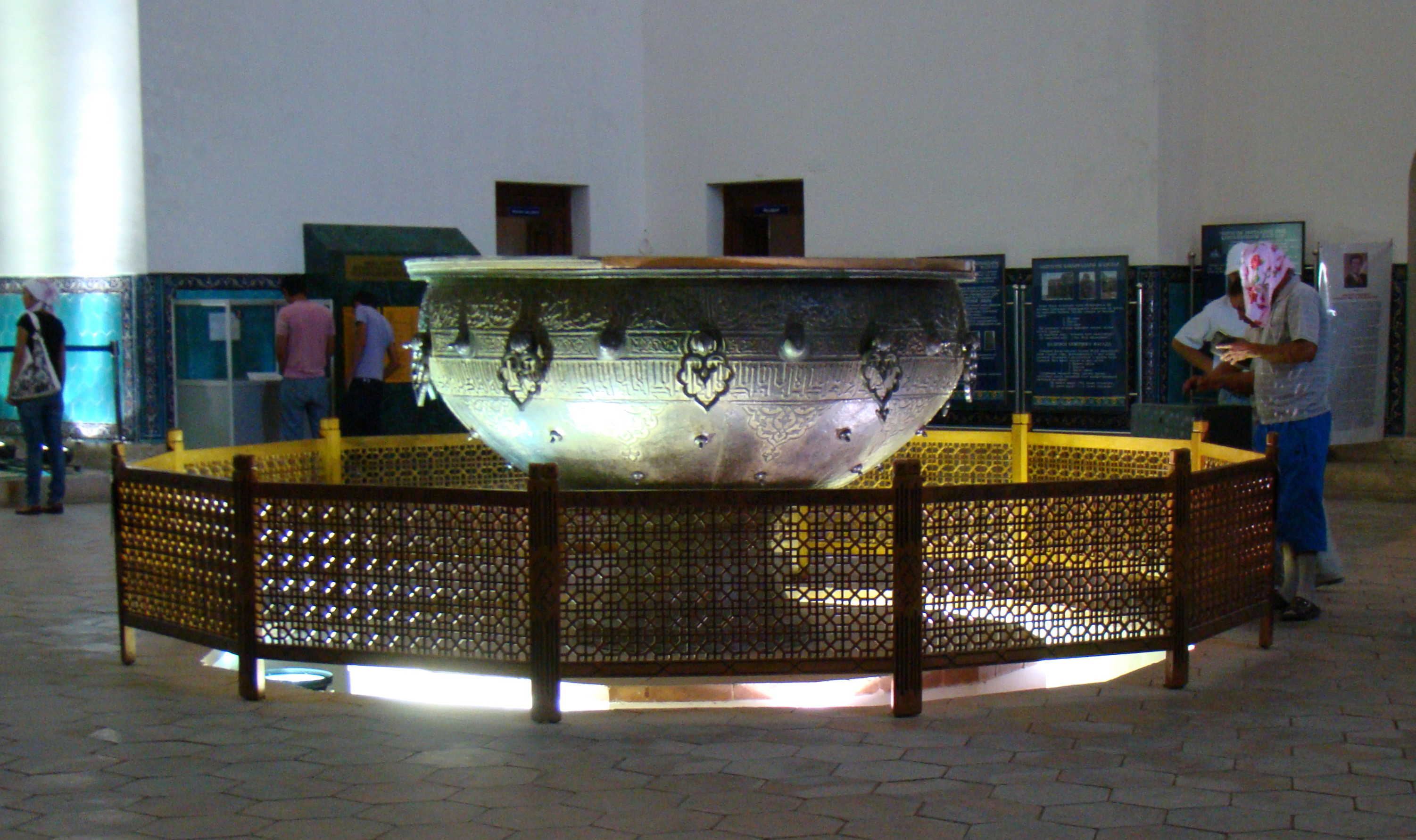
Bronzový obětní kotel v interiéru